# Ислам-хан I
Шейх Алауддин Чишти (1570—1613) — могольский государственный и военный деятель, субадар (губернатор) Бенгалии (1608—1613). В 1610 году он перенес столицы Бенгальской субы в Дакку и переименовал её в Джахангирнагар. Получил от императора Джахангира титул «Ислам-хан».

## Ранняя жизнь
Родился в 1570 году. Сын шейха Бадруддина Чишти и внук шейха Салима Чишти из Фатехпур-Сикри. Ислам-хан был товарищем по играм принца Салима, будущего императора Великих Моголов Джахангира. Тетка Ислам-хана по отцу была приемной матерью Джахангира. Он был впервые назначен субадаром провинции Бихар.

## Субадар из Бенгалии
В 1608 году Ислам-хан был назначен могольским императором Джахангиром субадаром Бенгалии. Его главной задачей было подчинение мятежных раджасов, Баро-Бхуянов, заминдаров и афганских вождей. Получив назначение, он вскоре приехал в Раджмахал, столицу Бенгалии. Он изучил геополитику Бенгалии и с помощью имперских ветеранов подготовил свой будущий план действий. Главным препятствием для окончательного подчинения Бенгалии были Баро-Бхуяны в Бхати и афганцы под командованием Ходжи Усмана и его братьев.
Вначале Ислам-хан выступил против Баро-Бхуянов. Для успешной борьбы с ними новый губернатор Бенгалии решил реорганизовать и укрепить военно-морской флот, чтобы успешнее действовать в низменной речном районе Бхати. Ислам-хан перенес столицы провинции из Раджмахала в Дакку в Восточной Бенгалии. Дакка находилась в самом центре района Бхати и была хорошо связана по рекам со штаб-квартирой Баро-Бхуянов.
Ислам-хан получил поддержку императора Джахангира в реорганизации армии и флота. Джахангир назначил Ихтимам-хана адмиралом, а Мутаджид-хана — диваном провинции. Субадар выступил из Раджмахала и отправился в Гхорагхат по пути в район Бхати. Три юго-западных княжества (Бишнупур, Пачет и Хиджли) вынуждены подчиниться могольской власти. Раджа Пратападитья из Джессора также подчинился Ислам-хану. Раджа Сатраджит из Бхусны также подчинился субадару и перешел на могольскую службу. Также Ислам-хан послал армию против непокорных заминдаров Северо-Западной Бенгалии. Местные заминдары и вожди вынуждены были подчиниться бенгальскому губернатору. Таким образом, Ислам-хан обезопасил свой тыл и обезопасил свою связь со столицей провинции.
Ислам-хан в декабре 1608 года выступил из Раджмахала, достиг Гхорагхата в июне 1609 года, пробыл там сезон дождей и в октябре продолжил свой поход на район Бхати. Первые месяцы 1610 года Ислам-хан провел в боях с Баро-Бхуянами, затем он достиг Дакки в июне-июле того же года. Баро-Бхуяны под командованием своего вождя Мусы-хана, сына Исы-хана, отважно сражались с противником в каждом форте и каждом стратегически важном месте, но потерпели поражение. Ислам-хан занял Дакку, сделал её своей столицей и переименовал её в Джахангирнагар в честь правящего могольского императора. Бхуяны продолжили борьбу. Ониу крепили свои позиции по обе стороны реки Лакхья. Ислам-хан, укрепив Дакку, послал экспедиции на все укрепления Бхуянов. До конца 1611 года все Баро-Бхуяны, включая их вождя Мусу-хана, подчинились Ислам-хану. Бенгальский субадар также победил Пратападитью из Джессора, Раму Чандру из Баклы и Ананту Маникью из Бхулуа и подчинил себе их княжества.
После покорения Баро-Бхуянов Ислам-хан обратил свое внимание на Ходжу Усмана и разгромил афганцев под его командованием при Бокайнагаре. Афганцы бежали в Ухар и продолжали упорное сопротивление. Афганцы храбро сражались, но после внезапной смерти Усмана моголы одержали победу. Афганцы бежали споля битвы, но позднее сдались. В Силхете была еще одна группа афганцев под командованием Баязида Каррани. Их также заставили подчиниться. Таким образом, вся Бенгалия перешла под контроль Ислам-хана, юго-восточная граница была закреплена по реке Фени, границе Бенгалии с царством Аракан.
Затем губернатор Бенгалии Ислам-хан обратил свое внимание на княжества Куч-Бихар, Камарупа и Качхар. Раджа Лакшми Нараян из Куч-Бихара всегда дружески относился к моголам, но Раджа Парикшит Нараян оказал упорное сопротивление наступлению могольских войск. После сражения его заставили подчиниться и привезли в Дакку. Позднее он был отправлен к императорскому двору, а Камарупа была присоединена к Империи Великих Моголов. Потерпев поражение, царь Качхара также был вынужден заключить мир, признав верховную власть Империи Великих Моголов.

## Смерть
После пятилетнего правления в Бенгалии Ислам-хан скончался в Бхавале в 1613 году. Он был похоронен в Фатехпур-Сикри и положен рядом со своим дедом шейхом Салимом Чишти.